# Черменате, Джованни да
Джованни да Черменате (итал. Giovanni da Cermenate, лат. Johannes Cermenatensis, или Johannis de Cermenate; около 1280, Комо или Милан — 1344, Милан) — итальянский историк и хронист, нотариус из Милана, автор «Истории города Святого Амвросия» (лат. Historia de situ Ambrosianae urbis).

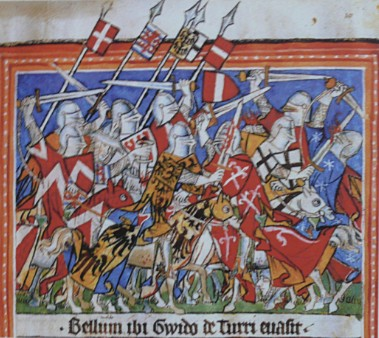
Миланский мятеж 1311 г. Миниатюра из «Иллюстрированной хроники императора Генриха VII» («Кодекса Бодуэна»), XIV в.

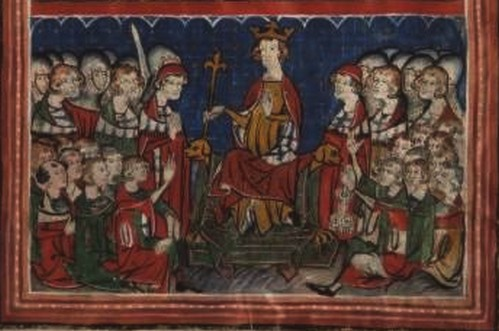
Суд Генриха VII над повстанцами в Милане. Миниатюра из «Кодекса Бодуэна», XIV в.

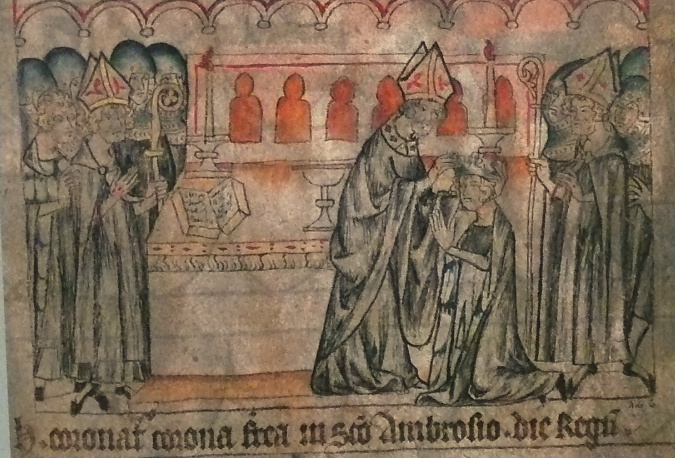
Коронация Генриха VII короной лангобардов в Милане. Миниатюра из «Кодекса Бодуэна», XIV в.

## Биография
Родился около 1280 года в семье нотариуса по имени Лоренцо, происходившего из Черменате близ Комо, род которого был издавна связан с ломбардской аристократической семьёй Ламбертеньи (итал. Lambertenghi), владевшей землями в окрестностях Комо и поддерживавшей проимперскую партию гибеллинов. 
Пойдя по стопам отца, изучал нотариат, и, согласно сохранившимся документам, ещё в 1312 году имел практику и арендовал землю в Комо, где упоминается под именем Iohannes de Cermenate, notarius Cumanus, что несколько противоречит утверждению одного из исследователей его творчества Луиджи Альберто Ферраи, называвшего местом его рождения Милан. В то же время, сам историк в своём сочинении однозначно говорит о Милане как о «своём собственном городе» (лат. stolidi cives nostra, urbs nostra).
Достоверно известно лишь, что уже в течение первого десятилетия XIV века Джованни пребывал в Милане на службе у епископа Комо Леоне III Ламбертеньи (1294—1325), активно поддерживавшего местную фракцию Висконти, а в январе 1311 года находился в свите этого прелата на проходившей там коронации императора Генриха VII Люксембургского. 
Из сообщений в его собственной хронике следует, что в феврале 1311 года он стал свидетелем миланского восстания, спровоцированного произволом канцлеров императора Генриха, а уже в июне того же года присутствовал при осаде Брешии, наблюдая гибель известного гвельфа Теобальдо Брусати. В 1313 году в качестве посланника синдика (лат. syndicus), вместе с Эдуардо Пировано и Франческо да Гарбаньяте, он участвовал в состоявшихся в Лоди переговорах с назначенным Генрихом имперским викарием Вернером фон Хомбергом.
С 1335 по 1340 год в реестрах канцелярии городских подеста в качестве члена Генерального совета Милана упоминается некий Джованни да Черменате, но, поскольку данное имя в этом роду было широко распространено, отождествление его с хронистом находится под вопросом.
Умер Черменате, по-видимому, в Милане после 1344 года, как это следует из сохранившегося нотариального документа, опубликованного 30 декабря 1654 года миланским прокурором и ревизором Франческо Осио. 
Является типичным представителем светской культуры Проторенессанса, составляющей один из основных аспектов североитальянской городской цивилизации и представленной не только философами, историками или поэтами тосканской школы вроде Данте и Гвидо Кавальканти, но и образованными нотариусами и городскими магистратами, творчество которых испытало влияние предшественников гуманизма из университетов Болоньи, Падуи, Вероны, а также окружения прогрессивных духовных и светских феодалов. 
В память о нём назван проспект в Милане (итал. Viale Giovanni da Cermenate) и улица в его родном Черменате (итал. Via Giovanni da Cermenate).

## Сочинения
Является автором «Истории города Святого Амвросия» (лат. Historia de situ Ambrosianae urbis), полное название которой звучит как «История города Святого Амвросия и его округи, от начала времён, и вплоть до правления Генриха VII, составленная Джованни да Черменате, нотариусом из Милана» (лат. Historia Iohannis de Cermenate notarii Mediolanensis de situ Ambrosianae urbis et cultoribus ipsius et circumstantium locorum ab initio et per tempora successive et gestis imp. Henrici VII), написанной между 1317 и 1322 годами. 
Состоящая из 68 глав, она традиционно делится на две части. Первая, включающая в себя главы с I по VII, содержит лишь краткий обзор древней и раннесредневековой истории Ломбардии, которую автор начинает со времён внука Ноя Тубала, сообщая затем об основании здесь городов галльским вождём Бренном (IV век до н. э.), потом доводит её до вторжения в VI веке лангобардов, упомянув о войне Карла Великого с королём последних Айстульфом в VIII столетии, и оканчивает установлением здесь власти сначала архиепископов, а затем германских императоров. 
Подробно освещаются исторические события только во второй части, включающей главы с 8-й по 68-ю и охватывающей 1307—1314 годы, с окончания правления короля Германии Альбрехта I и деяний короля Франции Филиппа IV Красивого, и оканчивая изложение деяниями императора Генриха VII Люксембургского, включая его итальянский поход 1310 года, а также историей прихода к власти в Милане капитана народа и фактического правителя города Маттео I Висконти (1287—1322). 
В качестве источников для своей истории Черменате использовал «Историю Рима» Тита Ливия, «Изложение изречений Господних» Папия Иерапольского (II в. н. э.), «Бревиарий» Европия (IV в. н. э.), «Историю лангобардов» Павла Диакона (VIII в.), анонимный латинский путеводитель XII века «Чудеса города Рима» (лат. Mirabilia Urbis Romae), «Всеобщую хронику» Сикарда Кремонского (1213), а также местные городские анналы. Исследователи отмечают также знакомство его с произведениями Саллюстия, Вергилия, Горация, Лукана, Квинта Курция Руфа и др. классиков.
Как нотариус и член Генерального совета, имевший доступ ко многим документам и активно участвовавший в политической жизни, Черменате был прекрасно осведомлён о многих аспектах современной ему жизни города, обусловленных как соперничеством сторонников гвельфов и гибеллинов, так и социальными противоречиями, поэтому живое и красочное описание им исторических событий и выдающихся деятелей вызывает неподдельный интерес. 
Анализ содержания «Истории» Черменате, написанной в стиле современных ей итальянских городских хроник, обнаруживает заметное влияние идеологии ранних гуманистов, в первую очередь Альбертино Муссато, бывшего одно время послом при дворе Генриха VII, а также близкого знакомого автора — Бенцо Алессандрийского, секретаря и библиотекаря правителя Вероны Кан Гранде I делла Скала, оказавшего покровительство и предоставившего убежище изгнанному Данте. В соответствии с ней, именно город Милан и его жители, а не Висконти или император Генрих, являются, по сути, главными героями его эмоционального исторического повествования, для которого характерны выразительность, точность языка и элегантность стиля. В то же время, в отличие от Бенцо и другого современного ему хрониста Риккобальдо Феррарского, находившихся под влиянием идей Павла Орозия, в своих историософских построениях Черменате преимущественно опирается на Аврелия Августина, переработавшего, в свою очередь, взгляды Цицерона, выраженные в его трактате «О государстве».
По своим политическим воззрениям Черменате, отстаивая идеи, с одной стороны, централизации управления в стране, при условии компромисса между имперской и папской властью, а с другой, активизации роли торгово-ремесленных слоёв в экономическом и социальном развитии города, стоит выше своих предшественников-историописателей, фактически являясь единомышленником Данте, Бенцо, Муссато и др. передовых мыслителей своей эпохи. Как историк, разделяя ещё провиденциалистские воззрения, он проявляет уже неподдельный интерес к причинам описываемых событий, подвергая критике используемые источники, подобно наиболее прогрессивным современникам-хронистам вроде Дино Кампаньи или Джованни Виллани. В то же время, свободное развитие человеческой личности, процветание городов и городских сословий, в условиях политического и гражданского мира, возможно, по его мнению, исключительно под властью сильного, но справедливого и милостивого правителя, идеал которого он видит в Генрихе VII.
«История» Черменате пользовалась популярностью у современников и использовалась в качестве источника уже современными автору хронистами, такими как Гальвано Фьямма, Бонинконтро Мориджа из Монцы и анонимного компилятора «Миланских анналов» (лат. Annales Mediolanenses), а также позднейшими миланскими историками эпохи Ренессанса, вроде Джорджио Мерулы и Бернардино Корио, или Просвещения, вроде Джорджио Джулини и Пьетро Верри. Тем не менее, оригинальная её рукопись до нас не дошла, известны лишь два поздних списка из миланской Национальной библиотеки ди Брера (AD XII, 32 и AD XIV, 55), датируемые XVII столетием.
Впервые «История» Черменате была выпущена в 1698 году в Милане церковным историком Лудовико Антонио Муратори во II-м томе «Неопубликованного» (лат. Anecdota) (с. 31–111), и в 1726 году там же им переиздана в IX-м томе «Rerum Italicarum scriptores». Комментированное научное издание хроники было подготовлено в 1889 году в Риме историком Луиджи Альберто Ферраи во втором выпуске XIV тома «Источников истории Италии» (итал. Fonti per la Storia d'Italia), выпускавшихся Институтом истории Италии в средние века (итал. Istituto Storico Italiano per il Medio Evo).

## Издания
- Joannis de Cermenate. Historia de situ, origine et cultoribus Ambrosianae urbis, ac de Mediolanensium gestis sub imperio Henrici Septimi, ab anno 1307 ad annum 1313. — Lugduni Batavorum: sumptibus P. Van der Aa, 1722. — 62 p.
- Johanne de Cermenate notarrii mediolanensis Historia de situ, origine et cultoribus Ambrosianae Urbis ac de Mediolanensium gestis sub imperio Henrici VII ab anno MCCCVII ad annum MCCCXIII // Rerum Italicarum scriptores. Raccolta di fonti, ideata da Ludovico Antonio Muratori. — Tomus IX. — Mediolani: Typographia Societatis Palatinae in Regia Curia, 1726. — coll. 1221–1296.
- Cermenate Giovanni da. Historia Iohannis de Cermenate notarii Mediolanensis de situ Ambrosianae urbis et cultoribus ipsius et circumstantium locorum ab initio et per tempora successive et gestis imp. Henrici VII. Nuova edizione a cura di Luigi Alberto Ferrai. — Roma: Forzani, 1889. — xlvii, 163 pp. — (Fonti per la storia d'Italia. Scrittori. Secolo XIV ; 2).